# Glorinha
Glorinha is een gemeente in de Braziliaanse deelstaat Rio Grande do Sul. De gemeente telt 7.531 inwoners (schatting 2009).